# Bodiluddelingen 1952
Bodiluddelingen 1952 blev afholdt i 1952 i World Cinema-biografen i København og markerede den 5. gang at Bodilprisen blev uddelt.
For andet år i træk og for tredje gang i Bodilprisens femårige levetid, kunne Bodil Ipsen og Lau Lauritzen Jr. atter modtage prisen for bedste danske film for deres film Det sande ansigt. Prisen for bedste kvindelig birolle gik til den 84-årige Sigrid Neiiendam, som avisen BT efterfølgende udråbte til at være den ældste filmpris-modtager i verden.

## Vindere
| Bedste mandlige hovedrolle                             | Bedste kvindelige hovedrolle                      |
| ------------------------------------------------------ | ------------------------------------------------- |
| - ikke uddelt                                          | - Bodil Kjer for Mød mig på Cassiopeia            |
| Bedste mandlige birolle                                | Bedste kvindelige birolle                         |
| - ikke uddelt                                          | - Sigrid Neiiendam for Fra den gamle købmandsgård |
| Bedste danske film                                     | Bedste amerikanske film                           |
| - Det sande ansigt af Bodil Ipsen og Lau Lauritzen Jr. | - Alt om Eva af Joseph L. Mankiewicz              |
| Bedste europæiske film                                 | Bedste dokumentarfilm                             |
| - Skyggen af en mand af Anthony Asquith                | - ikke uddelt                                     |